# 肝属郡
- 令制国一覧 > 西海道 > 大隅国 > 肝属郡
- 日本 > 九州地方 > 鹿児島県 > 肝属郡

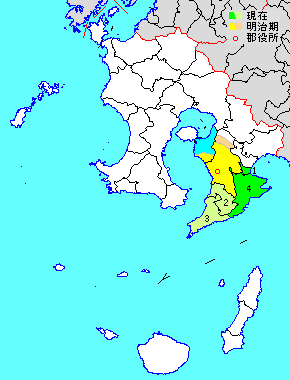
鹿児島県肝属郡の位置（1.東串良町 2.錦江町 3.南大隅町 4.肝付町 薄黄：後に他郡に編入された区域 薄緑・水色：後に他郡から編入された区域）

肝属郡（きもつきぐん）は、鹿児島県（大隅国）の郡。
人口30,335人、面積712.67km²、人口密度42.6人/km²。（2025年2月1日、推計人口）
以下の4町を含む。
- 東串良町（ひがしくしらちょう）
- 錦江町（きんこうちょう）
- 南大隅町（みなみおおすみちょう）
- 肝付町（きもつきちょう）

## 郡域
1879年（明治12年）に行政区画として発足した当時の郡域は、下記の区域にあたる。「肝属地域」とする場合は両市を含む。
- 鹿屋市の大部分（輝北町諏訪原・輝北町市成を除く）
- 垂水市の一部（新城）
- 東串良町・肝付町の全域

## 歴史
713年の大隅国設置当初から存在した4郡のひとつである。当時の郡域は大隅半島最南部にあたり、肝属川流域の大部分（現・鹿屋市、東串良町など）は姶羅郡・大隅郡に属していた。
中世には肝付氏が高山（現在の肝付町）に拠点を置いた。姶羅郡は肝付氏の勢力拡大にともなって中世までに肝属郡に編入された。現在の姶良郡は江戸時代に設置された始羅郡（しらぐん）が起源であり、この姶羅郡との直接の関係はない。

### 近世以降の沿革
- 明治初年時点では全域が薩摩鹿児島藩領であった。「旧高旧領取調帳」に記載されている明治初年時点での村は以下の通り[1]。特記以外は現・鹿屋市。（41村）
  - 新城郷 - 新城村（現・垂水市）
  - 花岡郷 - 木谷村、白水村
  - 大姶良郷 - 野里村、西俣村、南村、獅子目村、横山村、浜田村、大姶良村
  - 姶良郷 - 上名村、麓村、下名村
  - 高山郷 - 前田村、後田村、新留村、波見村、野崎村、富山村、宮下村（現・肝付町）
  - 内之浦郷 - 北方村、南方村、岸良村（現・肝付町）
  - 串良郷 - 新川西村、川東村、川西村、岩弘村、池之原村（現・東串良町）、上小原村、下小原村、岡崎村、細山田村、有里村（現・鹿屋市）
  - 鹿屋郷 - 下名村、中名村、上名村、高須村
  - 百引郷 - 百引村、平房村
  - 高隈郷 - 上高隈村、下高隈村
- 明治4年7月14日（1871年8月29日） - 廃藩置県により鹿児島県の管轄となる。
- 明治12年（1879年）2月17日 - 郡区町村編制法の鹿児島県での施行により、行政区画としての肝属郡が発足。「垂水郡役所」が管轄。
- 明治13年（1880年） - 下名村（鹿屋郷）が田崎村に、上名村（鹿屋郷）が祓川村にそれぞれ改称。
- 明治17年（1884年） - 百引村が分割して上百引村・下百引村となる。（42村）
- 明治18年（1885年） - 池之原村の一部が分立して豊栄町となる。 （1町42村）
- 明治20年（1887年）5月9日 - 「鹿屋郡役所」の管轄となる。

### 町村制以降の沿革

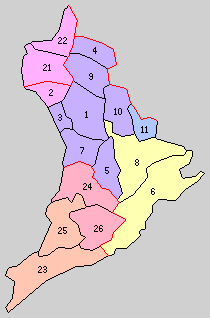
1.鹿屋村 2.新城村 3.花岡村 4.百引村 5.姶良村 6.内之浦村 7.大姶良村 8.高山村 9.高隈村 10.西串良村 11.東串良村 21.垂水村 22.牛根村 23.佐多村 24.大根占村 25.小根占村 26.田代村（紫：鹿屋市 桃：垂水市 赤：錦江町 橙：南大隅町 黄：肝付町 青：合併なし）

- 明治22年（1889年）4月1日 - 町村制の施行により、各郷に鹿屋村、新城村、花岡村、百引村、姶良村、内之浦村、大姶良村、高山村、高隈村、西串良村［串良郷のうち岡崎村・上小原村・下小原村・有里村・細山田村］、東串良村［串良郷のうち豊栄町・川東村・柏原町[2]・新川西村・唐仁町[3]・川西村・岩弘村・池之原村］が発足。（11村）
- 明治30年（1897年）4月1日 - 郡制の施行のため、「鹿屋郡役所」が管轄する肝属郡・南大隅郡の区域をもって、改めて肝属郡が発足[4]。垂水村・牛根村（現・垂水市）・佐多村（現・南大隅町）・大根占村（現・錦江町）・小根占村（現・南大隅町）・田代村（現・錦江町）が本郡の所属となる。（17村）
- 明治31年（1897年）4月1日 - 郡制を施行。
- 大正元年（1912年）12月31日 - 鹿屋村が町制施行して鹿屋町となる。（1町16村）
- 大正12年（1923年）4月1日 - 郡会が廃止。郡役所は存続。
- 大正13年（1924年）12月1日 - 垂水村が町制施行して垂水町となる。（2町15村）
- 大正15年（1926年）7月1日 - 郡役所が廃止。以降は地域区分名称となる。
- 昭和7年（1932年）
  - 4月1日 - 高山村が町制施行して高山町となる。（3町14村）
  - 5月15日 - 西串良村が町制施行・改称して串良町となる。（4町13村）
  - 10月1日（6町11村）
    - 東串良村が町制施行して東串良町となる。
    - 内之浦村が町制施行して内之浦町となる。
- 昭和8年（1933年）8月1日 - 大根占村が町制施行して大根占町となる。（7町10村）
- 昭和16年（1941年）
  - 1月1日 - 小根占村が町制施行・改称して根占町となる。（8町9村）
  - 5月27日 - 鹿屋町・大姶良村・花岡村が合併して鹿屋市が発足し、郡より離脱。（7町7村）
- 昭和22年（1947年）
  - 9月5日 - 佐多村が町制施行して佐多町となる。（8町6村）
  - 10月15日 - 姶良村が町制施行・改称して吾平町となる。（9町5村）
- 昭和30年（1955年）
  - 1月10日 - 垂水町・牛根村・新城村が合併し、改めて垂水町が発足。（9町3村）
  - 1月20日 - 高隈村が鹿屋市に編入。（9町2村）
- 昭和31年（1956年）4月1日 - 百引村が囎唹郡市成村と合併して囎唹郡輝北町が発足。（9町1村）
- 昭和33年（1958年）10月1日 - 垂水町が市制施行して垂水市となり、郡より離脱。（8町1村）
- 昭和36年（1961年）4月1日 - 田代村が町制施行して田代町となる。（9町）
- 平成17年（2005年）
  - 3月22日 - 大根占町・田代町が合併して錦江町が発足。（8町）
  - 3月31日 - 根占町・佐多町が合併して南大隅町が発足。（7町）
  - 7月1日 - 内之浦町・高山町が合併して肝付町が発足。（6町）
- 平成18年（2006年）1月1日 - 串良町・吾平町が鹿屋市・曽於郡輝北町と合併し、改めて鹿屋市が発足、郡より離脱。（4町）

### 変遷表
| 明治22年4月1日    | 明治22年 - 明治45年    | 大正1年 - 大正15年   | 昭和1年 - 昭和20年             | 昭和21年 - 昭和30年              | 昭和31年 - 昭和64年               | 平成1年 - 現在           | 現在     |
| ----------------- | ---------------------- | -------------------- | ------------------------------ | -------------------------------- | --------------------------------- | ------------------------ | -------- |
| 鹿屋村            | 鹿屋村                 | 大正1年12月31日 町制 | 昭和16年5月27日 鹿屋市         | 鹿屋市                           | 鹿屋市                            | 平成18年1月1日 鹿屋市    | 鹿屋市   |
| 大姶良村          | 大姶良村               | 大姶良村             | 昭和16年5月27日 鹿屋市         | 鹿屋市                           | 鹿屋市                            | 平成18年1月1日 鹿屋市    | 鹿屋市   |
| 花岡村            | 花岡村                 | 花岡村               | 昭和16年5月27日 鹿屋市         | 鹿屋市                           | 鹿屋市                            | 平成18年1月1日 鹿屋市    | 鹿屋市   |
| 高隈村            | 高隈村                 | 高隈村               | 高隈村                         | 昭和30年1月20日 鹿屋市に編入     | 鹿屋市                            | 平成18年1月1日 鹿屋市    | 鹿屋市   |
| 西串良村          | 西串良村               | 西串良村             | 昭和7年5月15日 町制改称 串良町 | 串良町                           | 串良町                            | 平成18年1月1日 鹿屋市    | 鹿屋市   |
| 姶良村            | 姶良村                 | 姶良村               | 姶良村                         | 昭和22年10月15日 町制改称 吾平町 | 吾平町                            | 平成18年1月1日 鹿屋市    | 鹿屋市   |
| 百引村            | 百引村                 | 百引村               | 百引村                         | 百引村                           | 昭和31年4月1日 囎唹郡輝北町の一部 | 平成18年1月1日 鹿屋市    | 鹿屋市   |
| 東串良村          | 東串良村               | 東串良村             | 昭和7年10月1日 町制            | 東串良町                         | 東串良町                          | 東串良町                 | 東串良町 |
| 高山村            | 高山村                 | 高山村               | 昭和7年4月1日 町制             | 高山町                           | 高山町                            | 平成17年7月1日 肝付町    | 肝付町   |
| 内之浦村          | 内之浦村               | 内之浦村             | 昭和7年10月1日 町制            | 内之浦町                         | 内之浦町                          | 平成17年7月1日 肝付町    | 肝付町   |
| 新城村            | 新城村                 | 新城村               | 新城村                         | 昭和30年1月10日 垂水町           | 昭和33年10月1日 市制              | 垂水市                   | 垂水市   |
| 南大隅郡 垂水村   | 明治29年3月29日 肝属郡 | 大正13年12月1日 町制 | 垂水町                         | 昭和30年1月10日 垂水町           | 昭和33年10月1日 市制              | 垂水市                   | 垂水市   |
| 南大隅郡 牛根村   | 明治29年3月29日 肝属郡 | 牛根村               | 牛根村                         | 昭和30年1月10日 垂水町           | 昭和33年10月1日 市制              | 垂水市                   | 垂水市   |
| 南大隅郡 田代村   | 明治29年3月29日 肝属郡 | 田代村               | 田代村                         | 田代村                           | 昭和36年4月1日 町制               | 平成17年3月22日 錦江町   | 錦江町   |
| 南大隅郡 大根占村 | 明治29年3月29日 肝属郡 | 大根占村             | 昭和8年8月1日 町制             | 大根占町                         | 大根占町                          | 平成17年3月22日 錦江町   | 錦江町   |
| 南大隅郡 小根占村 | 明治29年3月29日 肝属郡 | 小根占村             | 昭和16年1月1日 町制改称 根占町 | 根占町                           | 根占町                            | 平成17年3月31日 南大隅町 | 南大隅町 |
| 南大隅郡 佐多村   | 明治29年3月29日 肝属郡 | 佐多村               | 佐多村                         | 昭和22年9月5日 町制              | 佐多町                            | 平成17年3月31日 南大隅町 | 南大隅町 |

## 行政
歴代郡長
| 代 | 氏名 | 就任年月日               | 退任年月日                | 備考                   |
| -- | ---- | ------------------------ | ------------------------- | ---------------------- |
| 1  |      | 明治30年（1897年）4月1日 |                           |                        |
|    |      |                          | 大正15年（1926年）6月30日 | 郡役所廃止により、廃官 |